# Vincetoxicum grandifolium
Vincetoxicum grandifolium là một loài thực vật có hoa trong họ La bố ma. Loài này được (Hemsl.) P.T. Li miêu tả khoa học đầu tiên năm 1991.